# The Algonquin Regiment
The Algonquin Regiment un régiment d'infanterie de la Première réserve de l'Armée canadienne. Il fait partie du 33e Groupe-brigade du Canada au sein de la 4e Division du Canada et est basé à North Bay en Ontario. De 1954 à 1965, il était un régiment blindé.
L'unité a d'abord été créée en 1900 en tant que le 97th Regiment of Rifles à Sault-Sainte-Marie. Le terme « Algonquin » fut ajouté à son nom en 1903. Il adopta son nom actuel en 1929. En 1936, une partie du régiment fusionna avec The Sault Ste. Marie Regiment, de nos jours le 49e Régiment d'artillerie de campagne (ARC) (en), tandis que l'autre partie fusionna avec The Northern Pionneers pour reformer The Algonquin Regiment.
En plus de sa propre histoire et de celle des Northern Pioneers, le régiment perpétue l'héritage de cinq bataillons du Corps expéditionnaire canadien (CEC) : le 122e, le 159e, le 162e, le 228e et le 256e Bataillon « outre-mer », CEC.

## Rôle et organisation

Insigne distinctif de la 4e Division du Canada

The Algonquin Regiment est un régiment d'infanterie d'un seul bataillon qui fait partie du 33e Groupe-brigade du Canada, un groupe-brigade de la Première réserve de l'Armée canadienne qui fait lui-même partie de la 4e Division du Canada. Le quartier général du régiment est situé à North Bay et le régiment a également un détachement à Timmins en Ontario,.
Tout comme c'est le cas pour les autres unités de la Première réserve de l'Armée canadienne, le rôle du Algonquin Regiment est de former des soldats à temps partiel afin de servir de renfort lors des opérations des Forces armées canadiennes ainsi que d'être prêts pour le service actif pour appuyer les autorités civiles lors de catastrophes naturelles dans la région locale.

## Histoire
| Nom                                             | Date             |
| ----------------------------------------------- | ---------------- |
| 97th Regiment of Rifles                         | 1er juillet 1900 |
| 97th Regiment "Algonquin Rifles"                | 1er juin 1903    |
| The Algonquin Rifles                            | 1er mai 1920     |
| The Algonquin Regiment                          | 15 février 1929  |
| The Algonquin Regiment (26th Armoured Regiment) | 1er octobre 1954 |
| The Algonquin Regiment (RCAC)                   | 19 mai 1958      |
| The Algonquin Regiment                          | 31 mars 1965     |

### Origines
L'unité a officiellement été créée le 1er juillet 1900 à Sault-Sainte-Marie en Ontario sous le nom de « 97th Regiment of Rifles » (littéralement, « 97e Régiment de fusiliers »). Le 1er juin 1903, son nom changea pour « 97th Regiment "Algonquin Rifles" », puis, le 1er mai 1920 pour « The Algonquin Rifles ». Le régiment adopta son nom actuel, soit « The Algonquin Regiment », le 15 février 1929.

### Première Guerre mondiale
Dans la foulée de la Première Guerre mondiale, le 6 août 1914, The Algonquin Regiment mobilisa des détachements pour le service actif afin de fournir de la protection locale.

### Entre-deux-guerres
Le 15 décembre 1936, le quartier général et la compagnie A du Algonquin Regiment fusionnèrent avec The Sault Ste. Marie Regiment qui devint alors The Sault Ste. Marie Regiment (MG) et, de nos jours, le 49e Régiment d'artillerie de campagne (ARC) (en). Le même jour, les compagnies B, C et D fusionnèrent avec The Northern Pioneers et cette nouvelle unité conserva le nom « The Algonquin Regiment ».

### Seconde Guerre mondiale
Lors de la Seconde Guerre mondiale, le 24 mai 1940, The Algonquin Regiment mobilisa un bataillon pour le service actif qui servit à la défense territoriale du Canada au sein de la 20e Brigade d'infanterie canadienne de la 7e Division canadienne sur l'île de Terre-Neuve du 7 février 1942 au 6 février 1943. Le 11 juin 1943, il s'embarqua pour la Grande-Bretagne. Le 25 juin 1944, il débarqua en France où il combattit au sein de la 10e Brigade d'infanterie canadienne de la 4e Division blindée canadienne jusqu'à la fin du conflit. Il fut officiellement dissous le 15 février 1946.

### Histoire récente (depuis 1946)
Le 4 mai 1951, The Algonquin Regiment mobilisa deux compagnies temporaires pour la Force active : les compagnies E et F. Le 12 novembre 1951, le personnel de la compagnie E fut transféré au 1st Canadian Infantry Battalion qui servit en Allemagne sous l'égide de l'OTAN. De son côté, la compagnie F servit d'abord à fournir des renforts pour la compagnie E, puis, le 15 mai 1952, son personnel fut transféré au 2nd Canadian Infantry Battalion qui servit en Corée sous l'égide de l'ONU. Ces deux compagnies furent officiellement dissoutes le 29 juillet 1953.
Le 1er octobre 1954, The Algonquin Regiment fut converti en une unité blindée et il fut alors renommé en « The Algonquin Regiment (26th Armoured Regiment » (littéralement, « Le Régiment Algonquin (26e Régiment blindé »). Le 19 mai 1958, il fut renommé en « The Alongquin Regiment (RCAC) ». Le régiment redevint une unité d'infanterie le 31 mars 1965 et ré-adopta alors son nom actuel, « The Algonquin Regiment ».

## Perpétuations
En plus de sa propre histoire et de celle des Northern Pioneers, The Algonquin Regiment perpétue l'héritage de cinq bataillons du Corps expéditionnaire canadien (CEC) de la Première Guerre mondiale : le 122e, le 159e, le 162e, le 228e et le 256e Bataillon « outre-mer », CEC.
Le 122e Bataillon fut créé le 22 décembre 1915 et il s'embarqua pour la Grande-Bretagne le 2 juin 1917. Le 10 juin suivant, son personnel fut transféré au Canadian Forestry Depot, CEF qui servait à fournir des renforts. Il fut officiellement dissous le 1er septembre 1917.
Le 159e Bataillon fut créé le 22 décembre 1915 et il s'embarqua pour la Grande-Bretagne le 31 octobre 1916. Le 20 janvier 1917, son personnel fut transféré au 8e Bataillon de réserve qui servait à fournir des renforts aux troupes canadiennes au front. Il fut officiellement dissous le 17 juillet 1917.
Le 162e Bataillon fut créé le 22 décembre 1915 et il s'embarqua pour la Grande-Bretagne le 31 octobre 1916. Le 4 janvier 1917, son personnel fut transféré aux 3e et 4e Bataillon de réserve qui servaient à fournir des renforts aux troupes canadiennes au front. Il fut officiellement dissous le 30 août 1920.
Le 228e Bataillon fut créé le 15 juillet 1916 et il s'embarqua pour la Grande-Bretagne le 16 février 1917. Le 8 mars suivant, il fut renommé en « 6e Bataillon, Troupes ferroviaires canadiennes, CEC ». Le 4 avril 1917, il débarqua en France où il servit à la construction ferroviaire sur le front de l'Ouest jusqu'à la fin du conflit. Il fut officiellement dissous le 23 octobre 1920.
Le 256e Bataillon fut créé le 1er mai 1917 sous le nom de « 256e Bataillon « outre-mer » de construction ferroviaire, CEC » et il s'embarqua pour la Grande-Bretagne le 28 mars 1917. Le 30 mai 1917, il fut renommé en « 10e Bataillon, Troupes ferroviaires canadiennes, CEC ». Le 19 juin suivant, il débarqua en France où il servit à la construction ferroviaire sur le front de l'Ouest jusqu'à la fin du conflit. Il fut officiellement dissous le 23 octobre 1920.

## Honneurs de bataille

Drapeau consacré régimentaire du Algonquin Regiment

Les honneurs de bataille sont le droit donné par la Couronne au régiment d'apposer sur ses couleurs les noms des batailles ou des conflits dans lesquels il s'est illustré.
| Première Guerre mondiale                                                                 | Première Guerre mondiale   |
| ---------------------------------------------------------------------------------------- | -------------------------- |
| Ypres, 1915, '17 (*)                                                                     | Festubert, 1915 (*)        |
| Arras, 1917                                                                              | Côte 70                    |
| Somme, 1918 (*)                                                                          | Saint-Quentin (*)          |
| Bapaume, 1918 (*)                                                                        | Ligne Hindenburg (*)       |
| Epéhy                                                                                    | Canal de Saint-Quentin (*) |
| Beaurevoir (*)                                                                           | Cambrai, 1918 (*)          |
| France et Flandres, 1915, 1917-18 (*)                                                    |                            |
| Seconde Guerre mondiale                                                                  |                            |
| Falaise                                                                                  | Route de Falaise (*)       |
| La Laison                                                                                | Chambois                   |
| La Seine, 1944 (*)                                                                       | Moerkerke (*)              |
| L'Escaut (*)                                                                             | Poche de Breskens          |
| La Basse-Meuse (*)                                                                       | La Rhénanie (*)            |
| La Hochwald (*)                                                                          | Veen (*)                   |
| Canal Küsten (*)                                                                         | Bad Zwischenahn (*)        |
| Nord-Ouest de l'Europe, 1944-1945                                                        |                            |
| Guerre d'Afghanistan                                                                     |                            |
| Afghanistan                                                                              |                            |
| (*) Indique un honneur de bataille qui est blasonné sur le drapeau consacré du régiment. |                            |

## Traditions et patrimoine

Drapeau de camp du Algonquin Regiment

Les traditions et les symboles du Algonquin Regiment sont les éléments essentiels à l'identité régimenaire. Le symbole le plus important est l'insigne du régiment qui est composé d'une tête d'orignal et de l'inscription « Ne-Kah-Ne-Tah », c'est-à-dire la devise du régiment qui signifie « Laissez-nous guider ». Le tout est entouré d'un listel portant l'inscription « The Algonquin Regiment » qui est sommé de la couronne royale et soutenu par un listel portant l'inscription « Canada ». Un autre élément important de l'identité d'un régiment est sa marche régimentaire. Celle du Algonquin Regiment est We Lead, Others Follow. The Algonquin Regiment est jumelé avec The Rifles, un régiment de la British Army.